# ジョン・ドネルソン
ジョン・ドネルソン (John Donelson 1718年-1785年) は、探検家、冒険家。

## 経歴

### 生い立ち
1718年、ジョン・ドネルソンは生まれた。

### 職歴
バージニア州下院議員を務め、テネシー州東部のホルストン川とワトウガ川の近くの開拓地であるワトウガに移住した。1770年から1779年、バージニア州フランクリン郡ロッキー・マウントにワシントン鉄鋼炉を操業していた。1780年、ジェームズ・ロバートソンと共にナッシュボロ砦を創立し、この地域が最終的にテネシー州ナッシュビルとなった。彼の日記がクリーヴランド・ホールにおさめられている。彼はまたカンバーランド・プランテーションに1,000人もの人々を率いた。

### 私生活
1744年、レイチェル・ストックリー・ドネルソン(1730年-1801年)と結婚した。彼らの娘レイチェル・ジャクソンは第7代アメリカ合衆国大統領のアンドリュー・ジャクソンと結婚した。
1785年、ジョン・ドネルソンは正体不明の襲撃者による殺人で死亡した。ルイジアナ州に住んでいたひ孫のドネルソン・ケファリーは1892年から1900年、アメリカ合衆国上院議員を務め、ルイジアナ州に住む彼の4代目の孫のペイトリック・T・ケファリーは1969年から1973年、アメリカ合衆国下院議員を務めた。
テネシー州ドネルソンは彼の名に因み名付けられた。

## 関連事項
- チカマウガ戦争